# Shangri-La World Tour
Lo Shangri-La World Tour è stato una tournée del chitarrista e cantautore britannico Mark Knopfler, che ebbe luogo dal 28 febbraio 2005 al 31 luglio 2005.

## Formazione
- Mark Knopfler – voce e chitarra
- Richard Bennett – chitarra
- Glenn Worf – basso e contrabbasso
- Guy Fletcher – tastiere e chitarra
- Matt Rollings – tastiere e fisarmonica
- Chad Cromwell – batteria (fino a marzo)
- Danny Cummings – batteria (da aprile)

## Concerti
Sudafrica, Asia, Australia e Nuova Zelanda
1. 28 febbraio 2005 – Carnival City, Johannesburg,  Sudafrica (scaletta 1)
2. 1º marzo 2005 – Carnival City, Johannesburg,  Sudafrica (scaletta 2)
3. 3 marzo 2005 – Media City, Dubai,  Emirati Arabi Uniti (scaletta 3)
4. 5 marzo 2005 – MMRDA Grounds, Bandra Kurla Complex, Mumbai,  India (scaletta 4)
5. 7 marzo 2005 – Bangalore Palace Grounds, Bangalore,  India (scaletta 5)
6. 10 marzo 2005 – Burswood Dome, Perth,  Australia (scaletta 6)
7. 12 marzo 2005 – Rod Laver Arena, Melbourne,  Australia (scaletta 7)
8. 13 marzo 2005 – Entertainment Centre, Adelaide,  Australia (scaletta 7)
9. 15 marzo 2005 – Enmore Theatre, Sydney,  Australia (scaletta 8)
10. 16 marzo 2005 – Entertainment Centre, Sydney,  Australia (scaletta 9)
11. 17 marzo 2005 – Entertainment Centre, Sydney,  Australia (scaletta 9)
12. 19 marzo 2005 – Bowl of Brooklands, New Plymouth,  Nuova Zelanda (scaletta 10)
13. 21 marzo 2005 – Westpac Trust Stadium, Christchurch,  Nuova Zelanda (scaletta 11)

Europa
1. 1º aprile 2005 – Pavilhao Atlantico, Lisbona,  Portogallo (scaletta 11)
2. 2 aprile 2005 – Palacio de Deportes, Madrid,  Spagna (scaletta 12)
3. 3 aprile 2005 – Pabellón Príncipe Felipe, Saragozza,  Spagna (scaletta 13)
4. 4 aprile 2005 – Le Patinoire, Bordeaux,  Francia (scaletta 11)
5. 5 aprile 2005 – Halle Tony Garnier, Lione,  Francia (scaletta 11)
6. 6 aprile 2005 – Le Dome, Marsiglia,  Francia (scaletta 11)
7. 7 aprile 2005 – Palau Sant Jordi, Barcellona,  Spagna (scaletta 11)
8. 9 aprile 2005 – St. Jakobshalle, Basilea,  Svizzera (scaletta 14)
9. 10 aprile 2005 – Schleyerhalle, Stoccarda,  Germania (scaletta 14)
10. 11 aprile 2005 – Olympiahalle, Monaco di Baviera,  Germania (scaletta 11)
11. 12 aprile 2005 – Wiener Stadthalle, Vienna,  Austria (scaletta 11)
12. 14 aprile 2005 – Preussag Arena, Hannover,  Germania (scaletta 11)
13. 15 aprile 2005 – Heineken Music Hall, Amsterdam,  Paesi Bassi (scaletta 11)
14. 16 aprile 2005 – Heineken Music Hall, Amsterdam,  Paesi Bassi (scaletta 15)
15. 17 aprile 2005 – Rotterdam Ahoy, Rotterdam,  Paesi Bassi (scaletta 16)
16. 18 aprile 2005 – Rotterdam Ahoy, Rotterdam,  Paesi Bassi (scaletta 17)
17. 19 aprile 2005 – Bercy, Parigi,  Francia (scaletta 18)
18. 21 aprile 2005 – Messehalle, Erfurt,  Germania (scaletta 19)
19. 22 aprile 2005 – Festhalle, Francoforte sul Meno,  Germania (scaletta 19)
20. 23 aprile 2005 – Arena, Amburgo,  Germania (scaletta 19)
21. 24 aprile 2005 – Westfalenhallen, Dortmund,  Germania (scaletta 19)
22. 25 aprile 2005 – Sportpaleis, Anversa,  Belgio (scaletta 18)
23. 27 aprile 2005 – Gran Palazzo del Cremlino, Mosca,  Russia (scaletta 20)
24. 28 aprile 2005 – Palazzo del ghiaccio, San Pietroburgo,  Russia (scaletta 21)
25. 3 maggio 2005 – Hala Tivoli, Lubiana,  Slovenia (scaletta 21)
26. 4 maggio 2005 – Aréna, Budapest,  Ungheria (scaletta 21)
27. 5 maggio 2005 – T-Mobile Arena, Praga,  Rep. Ceca (scaletta 19)
28. 6 maggio 2005 – Spodek, Katowice,  Polonia (scaletta 22)
29. 7 maggio 2005 – Torwar, Varsavia,  Polonia (scaletta 23)
30. 8 maggio 2005 – Ķīpsala Hall, Riga,  Lettonia
31. 9 maggio 2005 – Saku Arena, Tallinn,  Estonia
32. 10 maggio 2005 – Hartwall Arena, Helsinki,  Finlandia (scaletta 24)
33. 12 maggio 2005 – Globe Arena, Stoccolma,  Svezia (scaletta 24)
34. 13 maggio 2005 – Spektrum, Oslo,  Norvegia (scaletta 15)
35. 14 maggio 2005 – Haukelandshallen, Bergen,  Norvegia (scaletta 25)
36. 15 maggio 2005 – Scandinavium, Göteborg,  Svezia (scaletta 24)
37. 16 maggio 2005 – Forum, Copenaghen,  Danimarca (scaletta 25)
38. 17 maggio 2005 – Forum, Horsens,  Danimarca (scaletta 26)
39. 20 maggio 2005 – The Point, Dublino,  Irlanda (scaletta 27)
40. 21 maggio 2005 – Odyssey, Belfast,  Regno Unito (scaletta 28)
41. 22 maggio 2005 – Playhouse, Edimburgo,  Regno Unito (scaletta 29)
42. 23 maggio 2005 – City Hall, Newcastle,  Regno Unito (scaletta 30)
43. 24 maggio 2005 – Cardiff International Arena, Cardiff,  Regno Unito (scaletta 30)
44. 25 maggio 2005 – Brighton Centre, Brighton,  Regno Unito (scaletta 30)
45. 26 maggio 2005 – MEN Arena, Manchester,  Regno Unito (scaletta 31)
46. 30 maggio 2005 – Royal Albert Hall, Londra,  Regno Unito (scaletta 30)
47. 31 maggio 2005 – Royal Albert Hall, Londra,  Regno Unito (scaletta 30)
48. 1º giugno 2005 – Royal Albert Hall, Londra,  Regno Unito (scaletta 30)
49. 2 giugno 2005 – Royal Albert Hall, Londra,  Regno Unito (scaletta 32)
50. 3 giugno 2005 – Royal Albert Hall, Londra,  Regno Unito (scaletta 30)
51. 4 giugno 2005 – NEC, Birmingham,  Regno Unito (scaletta 30)
52. 5 giugno 2005 – Zénith, Lilla,  Francia (scaletta 33)
53. 6 giugno 2005 – Kölnarena, Colonia,  Germania (scaletta 34)
54. 7 giugno 2005 – Waldbuhne, Berlino,  Germania (scaletta 35)
55. 8 giugno 2005 – Arena, Lipsia,  Germania (scaletta 36)
56. 10 giugno 2005 – Fila Forum, Milano,  Italia (scaletta 37)
57. 11 giugno 2005 – Villa Pisani, Stra,  Italia (scaletta 37)
58. 12 giugno 2005 – Palasport, Firenze,  Italia (scaletta 38)
59. 13 giugno 2005 – PalaLottomatica, Roma,  Italia (scaletta 38)
60. 14 giugno 2005 – Arena Flegrea, Napoli,  Italia (scaletta 38)
61. 15 giugno 2005 – Pentimele, Reggio Calabria,  Italia (scaletta 38)

America del Nord
1. 24 giugno 2005 – nTelos Pavilion, Portsmouth, Virginia,  Stati Uniti (scaletta 39)
2. 25 giugno 2005 – Mann Centre, Philiadelphia, Pennsylvania,  Stati Uniti (scaletta 38)
3. 26 giugno 2005 – The Wolf Trap Filene Centre, Vienna, Virginia,  Stati Uniti (scaletta 40)
4. 28 giugno 2005 – New Jersey Performing Arts, Newark, New Jersey,  Stati Uniti (scaletta 40)
5. 29 giugno 2005 – Radio City Music Hall, New York, New York,  Stati Uniti (scaletta 41)
6. 30 giugno 2005 – Pines Theatre, Florence, Massachusetts,  Stati Uniti (scaletta 42)
7. 1º luglio 2005 – Bank of America Pavilion, Boston, Massachusetts,  Stati Uniti (scaletta 43)
8. 2 luglio 2005 – Salle Wilfrid-Pelletier, Montreal, Quebec,  Canada (scaletta 44)
9. 3 luglio 2005 – National Arts Centre, Ottawa, Ontario,  Canada (scaletta 45)
10. 5 luglio 2005 – Molson Amphitheatre, Toronto, Ontario,  Canada (scaletta 46)
11. 7 luglio 2005 – John Labatt Centre, Londra, Ontario,  Canada (scaletta 47)
12. 8 luglio 2005 – Meadowbrook Amphitheater, Rochester Hills, Michigan,  Stati Uniti
13. 9 luglio 2005 – Fraze Pavilion, Lincoln Park Center, Kettering, Ohio,  Stati Uniti (scaletta 48)
14. 12 luglio 2005 – Chastian Park Amphitheater, Atlanta, Georgia,  Stati Uniti
15. 13 luglio 2005 – Ryman Auditorium, Nashville, Tennessee,  Stati Uniti (scaletta 49)
16. 14 luglio 2005 – Murat Theater, Indianapolis, Indiana,  Stati Uniti (scaletta 50)
17. 15 luglio 2005 – Auditoriom Theater, Chicago, Illinois,  Stati Uniti (scaletta 51)
18. 16 luglio 2005 – Milwaukee Theater, Milwaukee, Wisconsin,  Stati Uniti (scaletta 51)
19. 17 luglio 2005 – Orpheum Theater, Minneapolis, Minnesota,  Stati Uniti (scaletta 51)
20. 19 luglio 2005 – Red Rocks Amphitheater, Morrison, Colorado,  Stati Uniti (scaletta 52)
21. 20 luglio 2005 – Abravanel Hall, Salt Lake City, Utah,  Stati Uniti (scaletta 53)
22. 21 luglio 2005 – The Joint, Las Vegas, Nevada,  Stati Uniti (scaletta 54)
23. 22 luglio 2005 – The Greek Theater, Berkeley, California,  Stati Uniti
24. 23 luglio 2005 – The Greek Theater, Berkeley, California,  Stati Uniti (scaletta 55)
25. 24 luglio 2005 – Copely Symphony Hall, San Diego, California,  Stati Uniti (scaletta 55)
26. 27 luglio 2005 – Mountain Winery, Saratoga, California,  Stati Uniti (scaletta 56)
27. 28 luglio 2005 – Britt Festivals Amphitheater, Jacksonville, Oregon,  Stati Uniti (scaletta 55)
28. 29 luglio 2005 – Arlene Schnitzer Concert Hall, Portland, Oregon,  Stati Uniti
29. 30 luglio 2005 – Chateau Ste. Michelle Winery, Woodinville, Washington,  Stati Uniti (scaletta 55)
30. 31 luglio 2005 – Queen Elizabeth Theatre, Vancouver, British Columbia,  Canada (scaletta 55)

## Scalette
- Scaletta 1: Why Aye Man, Walk of Life, What It Is, Sailing to Philadelphia, The Trawlerman's Song, Romeo and Juliet, Sultans of Swing, Done with Bonaparte, A Night in Summer Long Ago, Song for Sonny Liston, Rüdiger, All That Matters, Speedway at Nazareth, Boom Like That, Telegraph Road, Brothers in Arms, Money for Nothing, Our Shangri-La, So Far Away, The Mist Covered Mountains, Going Home: Theme of the Local Hero

- Scaletta 2: Why Aye Man, Walk of life, What It Is, Sailing to Philadelphia, The Trawlerman's Song, Romeo and Juliet, Sultans of Swing, Done with Bonaparte, Back to Tupelo, Song for Sonny Liston, Boom Like That, Speedway at Nazareth, Telegraph Road, Brothers in Arms, Money for Nothing, So Far Away, The Mist Covered Mountains, Going Home: Theme of the Local Hero

- Scaletta 3: Why Aye Man, Walk of Life, What It Is, Sailing to Philadelphia, The Trawlerman's Song, Romeo and Juliet, Sultans of Swing, Song for Sonny Liston, Donegan's Gone, Baloney Again, Speedway at Nazareth, Boom Like That, Telegraph Road, Brothers in Arms, Money for Nothing, So Far Away, The Mist Covered Mountains, Going Home: Theme of the Local Hero

- Scaletta 4: Why Aye Man,  Walk of Life, What It Is, Sailing to Philadelphia, The Trawlerman's Song, Romeo and Juliet, Sultans of Swing, Done with Bonaparte, Song for Sonny Liston, Donegan's Gone, Baloney Again, Speedway at Nazareth, Boom Like That, Telegraph Road, Brothers in Arms, Money for Nothing, So Far Away, The Mist Covered Mountains, Going Home: Theme of the Local Hero

- Scaletta 5: Why Aye Man, Walk of Life, What It Is, Sailing to Philadelphia, The Trawlerman's Song, Romeo and Juliet, Sultans of Swing, Done with Bonaparte, Song for Sonny Liston, Donegan's Gone, Speedway at Nazareth, Boom Like That, Telegraph Road, Brothers in Arms, Money for Nothing, So Far Away, The Mist Covered Mountains, Going Home: Theme of the Local Hero

- Scaletta 6: Why Aye Man, Walk of Life, What It Is, Sailing to Philadelphia, The Trawlerman's Song, Romeo and Juliet, Sultans of Swing, Done with Bonaparte, Song for Sonny Liston, Donegan's Gone, Rüdiger, Speedway at Nazareth, Boom Like That, Telegraph Road, Brothers in Arms, Money for Nothing, Our Shangri-La, So Far Away, The Mist Covered Mountains, Going Home: Theme of the Local Hero

- Scaletta 7: Why Aye Man, Walk of Life, What It Is, Sailing to Philadelphia, The Trawlerman's Song, Romeo and Juliet, Sultans of Swing, Done with Bonaparte, Song for Sonny Liston, Donegan's Gone, Rüdiger, All That Matters, Speedway at Nazareth, Boom Like That, Telegraph Road, Brothers in Arms, Money for Nothing, So Far Away, The Mist Covered Mountains, Going Home: Theme of the Local Hero

- Scaletta 8: Why Aye Man, Walk of Life, What It Is, Sailing to Philadelphia, Romeo and Juliet, Sultans of Swing, Done with Bonaparte, Song for Sonny Liston, Donegan's Gone, Back to Tupelo, All That Matters, Speedway at Nazareth, Boom Like That, Telegraph Road, Brothers in Arms, Money for Nothing, So Far Away, The Mist Covered Mountains, Going Home: Theme of the Local Hero

- Scaletta 9:Why Aye Man, Walk of Life, What It Is, Sailing to Philadelphia, Romeo and Juliet, Sultans of Swing, Done with Bonaparte, The Trawlerman's Song, Song for Sonny Liston, Donegan's Gone, Rüdiger, Speedway at Nazareth, Boom Like That, Telegraph Road, Brothers in Arms, Money for Nothing, So Far Away, The Mist Covered Mountains, Going Home: Theme of the Local Hero

- Scaletta 10: Why Aye Man, Walk of Life, What It Is, Sailing to Philadelphia, Romeo and Juliet, Sultans of Swing, Done with Bonaparte, Song for Sonny Liston, Donegan's Gone, Rüdiger, Boom Like That, Speedway at Nazareth, Telegraph Road, Brothers in Arms, Money for Nothing, So Far Away, Our Shangri-La, Going Home: Theme of the Local Hero

- Scaletta 11: Why Aye Man, Walk of Life, What It Is, Sailing to Philadelphia, Romeo and Juliet, Sultans of Swing, Done with Bonaparte, Song for Sonny Liston, Donegan's Gone, Rüdiger, Boom Like That, Speedway at Nazareth, Telegraph Road, Brothers in Arms, Money for Nothing, So Far Away, The Mist Covered Mountains, Going Home: Theme of the Local Hero

- Scaletta 12: Why Aye Man, Walk of Life, What It Is, Sailing to Philadelphia, Romeo and Juliet, Sultans of Swing, Ole Olé Olé, Done With Bonaparte, Song for Sonny Liston, Donegan's Gone, Rüdiger, Boom Like That, Speedway at Nazareth, Telegraph Road, Brothers in Arms, Money for Nothing, So Far Away, The Mist Covered Mountains, Going Home: Theme of the Local Hero

- Scaletta 13: Why Aye Man, Walk of Life, What It Is, Sailing to Philadelphia, Romeo and Juliet, Sultans of Swing, Done with Bonaparte, Song for Sonny Liston, Donegan's Gone, Rüdiger (3 attempts), [30-minute delay due to power failure], Speedway at Nazareth, Telegraph Road, Brothers in Arms, Money for Nothing, So Far Away, The Mist Covered Mountains, Going Home: Theme of the Local Hero

- Scaletta 14: Why Aye Man, Walk of Life, What It Is, Sailing to Philadelphia, Romeo and Juliet, Sultans of Swing, Done with Bonaparte, Song for Sonny Liston, Rüdiger, Boom Like That, Speedway at Nazareth, Telegraph Road, Brothers in Arms, Money for Nothing, So Far Away, The Mist Covered Mountains, Going Home: Theme of the Local Hero

- Scaletta 15: Why Aye Man, Walk of Life, What It Is, Sailing to Philadelphia, Romeo and Juliet, Sultans of Swing, Done with Bonaparte, Song for Sonny Liston, Back to Tupelo, Rüdiger, Boom Like That, Speedway at Nazareth, Telegraph Road, Brothers in Arms, Money for Nothing, So Far Away, Our Shangri-La

- Scaletta 16: Why Aye Man, Walk of Life, What It Is, Sailing to Philadelphia, Romeo and Juliet, Sultans of Swing, Done with Bonaparte, Song for Sonny Liston, Donegan's Gone, Back to Tupelo, Boom Like That, Speedway at Nazareth, Telegraph Road, Brothers in Arms, Money for Nothing, So Far Away, The Mist Covered Mountains, Going Home: Theme of the Local Hero

- Scaletta 17: Why Aye Man, Walk of Life, What It Is, Sailing to Philadelphia, Romeo and Juliet, Sultans of Swing, Done with Bonaparte, Song for Sonny Liston, Baloney Again, Rüdiger, Boom Like That, Speedway at Nazareth, Telegraph Road, Brothers in Arms, Money for Nothing, So Far Away, Our Shangri-La

- Scaletta 18: Why Aye Man, Walk of Life, What It Is, Sailing to Philadelphia, Romeo and Juliet, Sultans of Swing, Done with Bonaparte, Song for Sonny Liston, Donegan's Gone, Rüdiger, Boom Like That, Speedway at Nazareth, Telegraph Road, Brothers in Arms, Money for Nothing, So Far Away, Our Shangri-La, The Mist Covered Mountains, Going Home: Theme of the Local Hero

- Scaletta 19: Why Aye Man, Walk of Life, What It Is, Sailing to Philadelphia, Romeo and Juliet, Sultans of Swing, Done with Bonaparte, Song for Sonny Liston, Donegan's Gone, Rüdiger, Boom Like That, Speedway at Nazareth, Telegraph Road, Brothers in Arms, Money for Nothing, So Far Away, Our Shangri-La

- Scaletta 20: Why Aye Man, Walk of Life, What It Is, Sailing to Philadelphia, Romeo and Juliet, Sultans of Swing, Done with Bonaparte, Song for Sonny Liston, Rüdiger, Boom Like That, Speedway at Nazareth, Telegraph Road, Brothers in Arms, Money for Nothing, So Far Away

- Scaletta 21: Why Aye Man, Walk of Life, What It Is, Sailing to Philadelphia, Romeo and Juliet, Sultans of Swing, Done with Bonaparte, Song for Sonny Liston, Donegan's Gone, Rüdiger, Boom Like That, Speedway at Nazareth, Telegraph Road, Brothers in Arms, Money for Nothing, So Far Away

- Scaletta 22: Why Aye Man, Walk of Life, What It Is, Sailing to Philadelphia, Romeo and Juliet, Sultans of Swing, Done with Bonaparte, Song for Sonny Liston, Donegan's Gone, Rüdiger, Boom Like That, Speedway at Nazareth, Telegraph Road, Brothers in Arms, Money for Nothing, So Far Away, The Mist Covered Mountains, Going Home: Theme of the Local Hero

- Scaletta 23: Why Aye Man, Walk of Life, What It Is, Sailing to Philadelphia, Romeo and Juliet, Sultans of Swing, Done with Bonaparte, Song for Sonny Liston, Donegan's Gone, Rüdiger, Boom Like That, Speedway at Nazareth, Telegraph Road, Brothers in Arms, Money for Nothing, So Far Away, Our Shangri-La

- Scaletta 24: Why Aye Man, Walk of Life, What It Is, Sailing to Philadelphia, Romeo and Juliet, Sultans of Swing, Done with Bonaparte, Song for Sonny Liston, Donegan's Gone, Rüdiger, Boom Like That, Speedway at Nazareth, Telegraph Road, Brothers in Arms, Money for Nothing, So Far Away

- Scaletta 25: Why Aye Man, Walk of Life, What It Is, Sailing to Philadelphia, Romeo and Juliet, Sultans of Swing, Done with Bonaparte, Song for Sonny Liston, Donegan's Gone, Rüdiger, Boom Like That, Speedway at Nazareth, Telegraph Road, Brothers in Arms, Money for Nothing, So Far Away, The Mist Covered Mountains, Going Home: Theme of the Local Hero

- Scaletta 26: Why Aye Man, Walk of Life, What It Is, Sailing to Philadelphia, Romeo and Juliet, Sultans of Swing, Done with Bonaparte, Song for Sonny Liston, Back to Tupelo, Rüdiger, Boom Like That, Speedway at Nazareth, Telegraph Road, Brothers in Arms, Money for Nothing, So Far Away, The Mist Covered Mountains, Going Home: Theme of the Local Hero

- Scaletta 27: Why Aye Man, Walk of Life, What It Is, Sailing to Philadelphia, Romeo and Juliet, Sultans of Swing, Done with Bonaparte, Donegan's Gone, Rüdiger, Song for Sonny Liston, Boom Like That, Speedway at Nazareth, Telegraph Road, Brothers in Arms, Money for Nothing, So Far Away, The Mist Covered Mountains, Going Home: Theme of the Local Hero

- Scaletta 28: Why Aye Man, Walk of Life, What It Is, Sailing to Philadelphia, Romeo and Juliet, Sultans of Swing, Done with Bonaparte, Donegan's Gone, Rüdiger, Song for Sonny Liston, Boom Like That, Speedway at Nazareth, Telegraph Road, Brothers in Arms, Money for Nothing, So Far Away, Our Shangri-La

- Scaletta 29: Why Aye Man, Walk of Life, What It Is, Sailing to Philadelphia, Romeo and Juliet, Sultans of Swing, Done with Bonaparte, Song for Sonny Liston, Back to Tupelo, Donegan's Gone, Rüdiger, Boom Like That, Speedway at Nazareth, Telegraph Road, Brothers in Arms, Money for Nothing, So Far Away, Our Shangri-La

- Scaletta 30: Why Aye Man, Walk of Life, What It Is, Sailing to Philadelphia, Romeo and Juliet, Sultans of Swing, Done with Bonaparte, Song for Sonny Liston, Donegan's Gone, Rüdiger, All That Matters, Boom Like That, Speedway at Nazareth, Telegraph Road, Brothers in Arms, Money for Nothing, So Far Away, The Mist Covered Mountains, Going Home: Theme of the Local Hero

- Scaletta 31: Why Aye Man, Walk of Life, What It Is, Sailing to Philadelphia, Romeo and Juliet, Sultans of Swing, Done with Bonaparte, Rüdiger, Song for Sonny Liston, All That Matters, Boom Like That, Speedway at Nazareth, Telegraph Road, Brothers in Arms, Money for Nothing, So Far Away, The Mist Covered Mountains, Going Home: Theme of the Local Hero

- Scaletta 32: Why Aye Man, Walk of Life, What It Is, Sailing to Philadelphia, Romeo and Juliet, Sultans of Swing, Done with Bonaparte, Song for Sonny Liston, Donegan's Gone, Rüdiger, All That Matters, Boom Like That, Speedway at Nazareth, Telegraph Road, Brothers in Arms, Money for Nothing, So Far Away, Our Shangri-La, The Mist Covered Mountains, Going Home: Theme of the Local Hero

- Scaletta 33: Why Aye Man, Walk of Life, What It Is, Sailing to Philadelphia, Romeo and Juliet, Sultans of Swing, Done with Bonaparte, Song for Sonny Liston, Donegan's Gone, Rüdiger, Boom Like That, Speedway at Nazareth, Telegraph Road, Brothers in Arms, Money for Nothing, So Far Away, The Mist Covered Mountains, Going Home: Theme of the Local Hero

- Scaletta 34: Why Aye Man, Walk of Life, What It Is, Sailing to Philadelphia, Romeo and Juliet, Sultans of Swing, Done with Bonaparte, Donegan's Gone, Rüdiger, Song for Sonny Liston, Boom Like That, Speedway at Nazareth, Telegraph Road, Brothers in Arms, Money for Nothing, So Far Away, The Mist Covered Mountains, Going Home: Theme of the Local Hero

- Scaletta 35: Why Aye Man, Walk of Life, What It Is, Sailing to Philadelphia, Romeo and Juliet, Sultans of Swing, Done with Bonaparte, Song for Sonny Liston, Rüdiger, Donegan's Gone, Boom Like That, Speedway at Nazareth, Telegraph Road, Brothers in Arms, Money for Nothing, So Far Away, Our Shangri-La

- Scaletta 36: Why Aye Man, Walk of Life, What It Is, Sailing to Philadelphia, Romeo and Juliet, Sultans of Swing, Done with Bonaparte, Song for Sonny Liston, Rüdiger, Boom Like That, Speedway at Nazareth, Telegraph Road, Brothers in Arms, Money for Nothing, So Far Away

- Scaletta 37: Why Aye Man, Walk of Life, What It Is, Sailing to Philadelphia, Romeo and Juliet, Sultans of Swing, Done with Bonaparte, Song for Sonny Liston, Boom Like That, Speedway at Nazareth, Telegraph Road, Brothers in Arms, Money for Nothing, So Far Away

- Scaletta 38: Why Aye Man, Walk of Life, What It Is, Sailing to Philadelphia, Romeo and Juliet, Sultans of Swing, Done with Bonaparte, Song for Sonny Liston, Donegan's Gone, Boom Like That, Speedway at Nazareth, Telegraph Road, Brothers in Arms, Money for Nothing, So Far Away

- Scaletta 39: Why Aye Man, Walk of Life, What It Is, Sailing to Philadelphia, Romeo and Juliet, Sultans of Swing, Done with Bonaparte, Song for Sonny Liston,  Rüdiger, Boom Like That, Speedway at Nazareth, Telegraph Road, Brothers in Arms, Money for Nothing, So Far Away, Our Shangri-La

- Scaletta 40: Why Aye Man, Walk of Life, What It Is, Sailing to Philadelphia, Romeo and Juliet, Sultans of Swing, Done with Bonaparte, Song for Sonny Liston, Rüdiger, Boom Like That, Speedway at Nazareth, Telegraph Road, Brothers in Arms, Money for Nothing, So Far Away

- Scaletta 41: Why Aye Man, Walk of Life, What It Is, Sailing to Philadelphia, Romeo and Juliet, Sultans of Swing, Done with Bonaparte, Song for Sonny Liston, Rüdiger, Boom Like That, Speedway at Nazareth, Telegraph Road, Brothers in Arms, Money for Nothing, So Far Away, Our Shangri-La

- Scaletta 42: Why Aye Man, Walk of Life, What It Is, Sailing to Philadelphia, Romeo and Juliet, Sultans of Swing, Done with Bonaparte, Song for Sonny Liston, Rüdiger, Boom Like That, Speedway at Nazareth, Telegraph Road, Brothers in Arms, Money for Nothing, So Far Away

- Scaletta 43: Why Aye Man, Walk of Life, What It Is, Sailing to Philadelphia, Romeo and Juliet, Sultans of Swing, Done with Bonaparte, Song for Sonny Liston, Donegan's Gone, Boom Like That, Speedway at Nazareth, Telegraph Road, Brothers in Arms, Money for Nothing, So Far Away, Our Shangri-La

- Scaletta 44: Why Aye Man, Walk of Life, What It Is, Sailing to Philadelphia, Romeo and Juliet, Sultans of Swing, Done with Bonaparte, Song for Sonny Liston, All That Matters, Rüdiger, Boom Like That, Speedway at Nazareth, Telegraph Road, Brothers in Arms, Money for Nothing, So Far Away, Our Shangri-La

- Scaletta 45: Why Aye Man, Walk of Life, What It Is, Sailing to Philadelphia, Romeo and Juliet, Sultans of Swing, Done with Bonaparte, Song for Sonny Liston, All That Matters, Rüdiger, Boom Like That, Speedway at Nazareth, Telegraph Road, Brothers in Arms, Money for Nothing, So Far Away

- Scaletta 46: Why Aye Man, Walk of Life, What It Is, Sailing to Philadelphia, Romeo and Juliet, Sultans of Swing, Done with Bonaparte, Song for Sonny Liston, Donegan's Gone, Boom Like That, Speedway at Nazareth, Telegraph Road, Brothers in Arms, Money for Nothing, So Far Away, The Mist Covered Mountains, Going Home: Theme of the Local Hero

- Scaletta 47: Why Aye Man, Walk of Life, What It Is, Sailing to Philadelphia, Romeo and Juliet, Sultans of Swing, Done with Bonaparte, Song for Sonny Liston, Rüdiger, Boom Like That, Speedway at Nazareth, Telegraph Road, Brothers in Arms, Money for Nothing, So Far Away, The Mist Covered Mountains, Going Home: Theme of the Local Hero

- Scaletta 48: Why Aye Man, Walk of Life, What It Is, Sailing to Philadelphia, Romeo and Juliet, Sultans of Swing, Done with Bonaparte, Rüdiger, Song for Sonny Liston, Donegan's Gone, Boom Like That, Speedway at Nazareth, Telegraph Road, Brothers in Arms, Money for Nothing, So Far Away

- Scaletta 49: Why Aye Man, Walk of Life, What It Is, Sailing to Philadelphia, Romeo and Juliet, Sultans of Swing, Done with Bonaparte, Song for Sonny Liston, Rüdiger, Donegan's Gone, All That Matters, Boom Like That, Speedway at Nazareth, Telegraph Road, Brothers in Arms, Money for Nothing, So Far Away, Our Shangri-La

- Scaletta 50: Why Aye Man, Walk of Life, What It Is, Sailing to Philadelphia, Romeo and Juliet, Sultans of Swing, Done with Bonaparte, Song for Sonny Liston, Rüdiger, All That Matters, Boom Like That, Speedway at Nazareth, Telegraph Road, Brothers in Arms, Money for Nothing, So Far Away, Our Shangri-La

- Scaletta 51: Why Aye Man, Walk of Life, What It Is, Sailing to Philadelphia, Romeo and Juliet, Sultans of Swing, Done with Bonaparte, Song for Sonny Liston, Rüdiger, All That Matters, Boom Like That, Speedway at Nazareth, Telegraph Road, Brothers in Arms, Money for Nothing, So Far Away

- Scaletta 52: Why Aye Man, Walk of Life, What It Is, Sailing to Philadelphia, Romeo and Juliet, Sultans of Swing, Done with Bonaparte, Song for Sonny Liston, Rüdiger, Donegan's Gone, Boom Like That, Speedway at Nazareth, Telegraph Road, Brothers in Arms, Money for Nothing, So Far Away

- Scaletta 53: Why Aye Man, Walk of Life, What It Is, Sailing to Philadelphia, Romeo and Juliet, Sultans of Swing, Done with Bonaparte, Song for Sonny Liston, Rüdiger, All That Matters, Boom Like That, Speedway at Nazareth, Telegraph Road, Brothers in Arms, Money for Nothing, So Far Away, The Mist Covered Mountains, Going Home: Theme of the Local Hero

- Scaletta 54: Why Aye Man, Walk of Life, What It Is, Sailing to Philadelphia, Romeo and Juliet, Sultans of Swing, Done with Bonaparte, Song for Sonny Liston, Donegan's Gone, Boom Like That, Speedway at Nazareth, Telegraph Road, Brothers in Arms, Money for Nothing, So Far Away

- Scaletta 55: Why Aye Man, Walk of Life, What It Is, Sailing to Philadelphia, Romeo and Juliet, Sultans of Swing, Done with Bonaparte, Song for Sonny Liston, Rüdiger, Boom Like That, Speedway at Nazareth, Telegraph Road, Brothers in Arms, Money for Nothing, So Far Away

- Scaletta 56: Why Aye Man, Walk of Life, What It Is, Sailing to Philadelphia, Romeo and Juliet, Sultans of Swing, Done with Bonaparte, Song for Sonny Liston, Boom Like That, Speedway at Nazareth, Telegraph Road, Brothers in Arms, Money for Nothing, So Far Away